# 大武溪
大武溪，又名茶茶牙頓溪為一位於台灣東部之縣市管河川，幹流長度18.70公里，流域面積109.52平方公里，分佈於台東縣大武鄉、達仁鄉。主流發源於達仁鄉新化村大樹林山（又名大漢山，峰頂位於屏東縣春日鄉境內）東麓，先向東南流，匯集源自茶茶牙頓山一帶諸支流後，轉向東流，經普沙羽揚溫泉、苗圃，進入大武鄉境，再匯集加羅板溪後，最終於大武南側注入太平洋。

## 水系主要河川
以下由下游至源頭列出水系主要河川，其中粗體字為主流河道。
- 大武溪：台東縣大武鄉、達仁鄉
  - 加羅板溪：台東縣大武鄉、達仁鄉
  - 姑子崙溪：台東縣達仁鄉